# Pseudostellaria zhejiangensis
Pseudostellaria zhejiangensis är en nejlikväxtart som beskrevs av X.F.Jin och B.Y.Ding. Pseudostellaria zhejiangensis ingår i släktet Pseudostellaria och familjen nejlikväxter. Inga underarter finns listade i Catalogue of Life.